# Aspróvryssi
 (juin 2025).
Aspróvryssi (grec moderne : Ασπρόβρυση) est une localité située dans le dème des Naupliens, dans le district régional d'Argolide, dans la périphérie du Péloponnèse, en Grèce.
Selon le recensement de 2021, elle compte 20 habitants.